# Ponik (dopływ Pokrzywnicy)
Ponik – struga w północno-zachodniej Polsce, na Pobrzeżu Szczecińskim, w województwie zachodniopomorskim, płynąca na obszarze gminy Sławoborze i gminy Białogard; prawy dopływ Pokrzywnicy.
Źródło Poniku znajduje się ok. 2 km na północ od wsi Dołganów na pograniczu Wysoczyzny Łobeskiej i Równiny Gryfickiej, skąd płynie na północ. Następnie meandruje na północny zachód, odbierając od lewego brzegu dopływ Wilczą ok. 1,5 km od wsi Sidłowo. Uchodzi do Pokrzywnicy ok. 2 km na wschód od wsi Lepino.
Zalesiony obszar doliny Poniku od drogi powiatowej Sidłowo–Podwilcze do ujścia został objęty specjalnym obszarem ochrony siedlisk "Dorzecze Parsęty".
W 1948 roku przy urzędowym ustalaniu nazw rzek na Pomorzu Zachodnim, władze polskie pozostawiły nazwę Ponik.